# مستقيم البطن
مستقيم البطن (الاسم العلمي: Orthetrum)، جنس كبير من اليعاسيب من فصيلة الرعاشات. وتعرف باسم المقشديات.